# Gare de Bouvines
Ne doit pas être confondu avec la station de Bouvines du tramway de Saint-Amand à Hellemmes.
La gare de Bouvines est une gare ferroviaire française de la ligne de Somain à Halluin, située à proximité du village principal de la commune de Bouvines, sur le territoire de la commune de Cysoing, dans le département du Nord en région Hauts-de-France. 
C'est une halte voyageurs de la Société nationale des chemins de fer français (SNCF), desservie par des trains TER Nord-Pas-de-Calais.

## Situation ferroviaire
Établie à 42 mètres d'altitude, la halte de Bouvines est située au point kilométrique (PK) 256,0 de la ligne de Somain à Halluin, entre les gares ouvertes de Cysoing et d'Anstaing, s'intercalait la halte fermée de Gruson.

## Service des voyageurs

### Accueil
Halte SNCF, c'est un point d'arrêt non géré (PANG) à entrée libre. 

### Desserte
Bouvines est desservie par des trains TER Nord-Pas-de-Calais de la relation Orchies - Ascq.
Cependant, cette exploitation a cessé en 2015. Des travaux de régénération de la voie ferrée devaient être prévus mais finalement annulés à la suite de nouvelles obligations trop coûteuses. 

### Intermodalité
Le stationnement des véhicules est possible à proximité.